# Andriy Kovaltchouk
Pour les articles homonymes, voir Andreï Kovaltchouk et Kovaltchouk.
Andriy Trokhimovitch Kovaltchouk (ukrainien : Андрій Трохимович Ковальчук), né le 28 avril 1974, est un militaire ukrainien, général, commandant des forces armées de l'Ukraine.

## Biographie

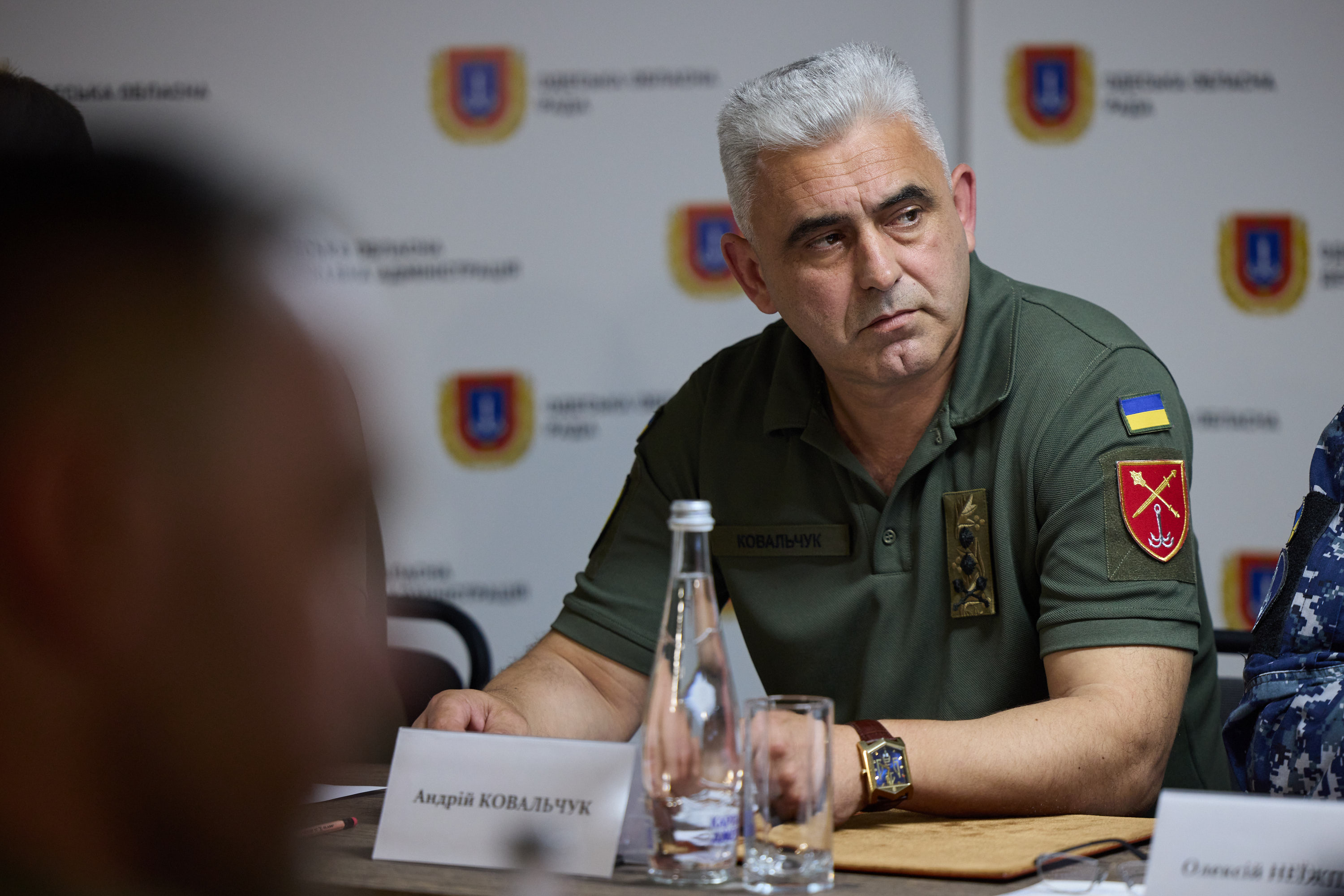
Le 18 juin 2022 en réunion avec le président Zelenskiy.

A. Kovaltchouk a servi dans la Mission d'administration intérimaire des Nations unies au Kosovo en 2005 et 2006, en 2011 lors de la Mission des Nations unies au Liberia et la Opération des Nations unies en Côte d'Ivoire.
Il est à la tête du Commandement opérationnel sud depuis 2021 après avoir été à la tête de la 80e brigade d'assaut aérien de 2014 à 2016.